# Лускунчик

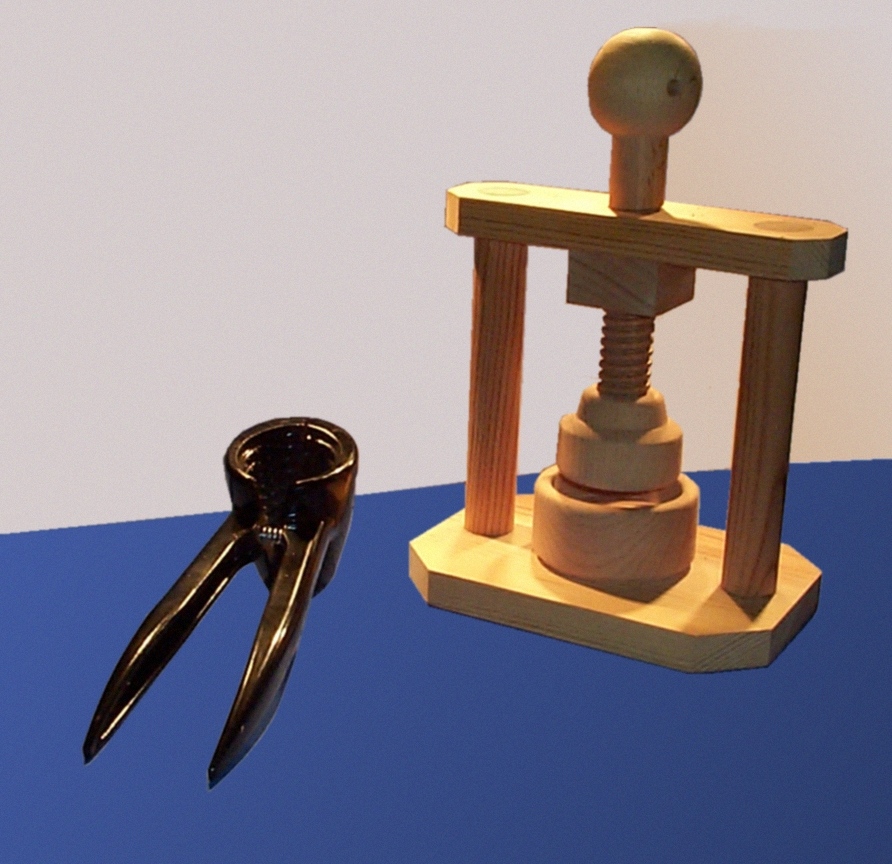
Щипці для розколювання горіхів

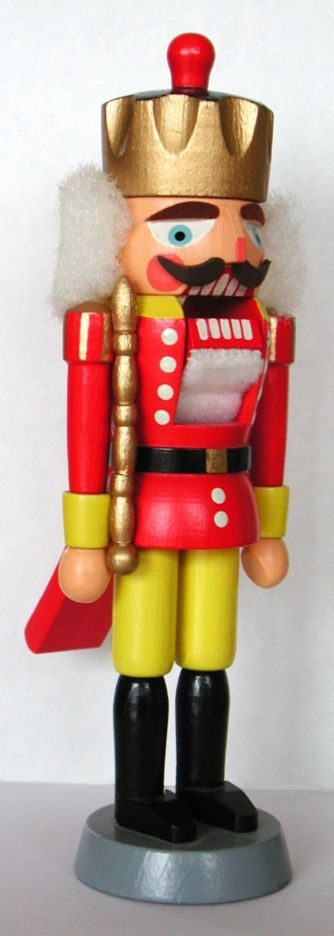
Лускунчик з Рудних гір (Німеччина)

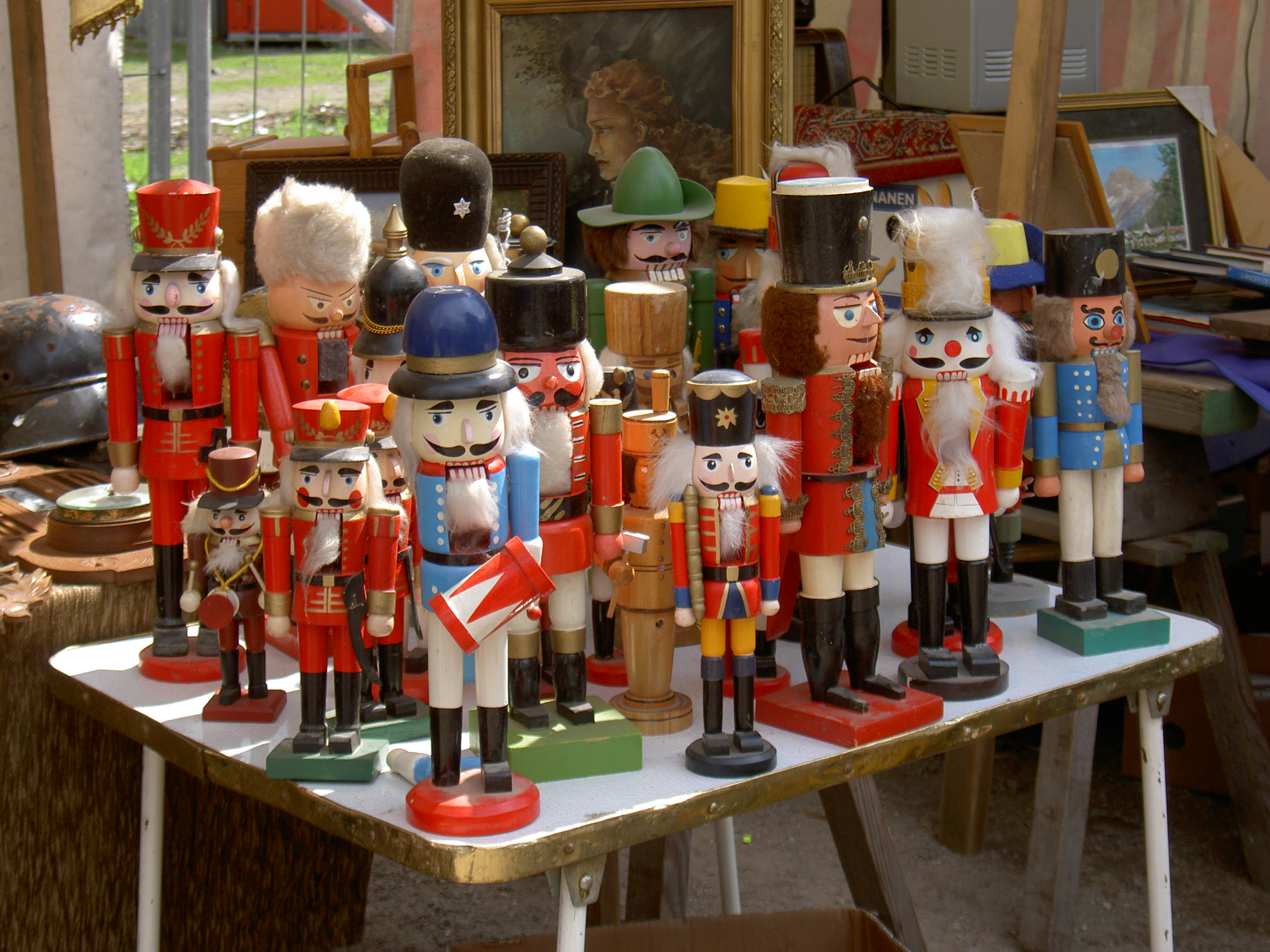
Різновиди різдвяних лускунчиків

Щипці для горіхів, горіхоко́л — інструмент для розколювання горіхової шкаралупи. Існує у різних формах та видах. Декоративний інструмент для розколювання горіхів отримав назву «луску́нчик».
Лускунчик являє собою дерев'яну людиноподібну фігурку, яка розколює горіх «ротом». Перші лускунчики (нім. Nussknacker) з'явилися на початку XIX ст. у Рудних горах це у Німеччині як дитячі іграшки. За офіційними німецькими даними, першого лускунчика виробив столяр Фрідріх Вільгельм Фюхтнер у 1870 році. Лускунчиками зазвичай зображали представників влади — лісника, поліціянта, короля, гусара, і тому вони найчастіше мають доволі серйозний вигляд. Виготовлення лускунчика висотою близько 35 см включає приблизно 130 операцій, а кількість деталей може доходити до 60. Лускунчиків виготовляють з ялини або буку, у декоруванні використовуються такі матеріали, як хутро, шкіра, текстиль та яскраві фарби. Лускунчики сьогодні є важливим елементом різдвяного прикрашення оселі, їх продають на різдвяних ярмарках, та за прямим призначенням для розколювання горіхів їх сьогодні вже не використовують.
Лускунчик здобув літературну славу після публікації у 1816 році різдвяної казки Ернста Теодора Амадея Гофмана «Лускунчик і Мишачий король». У казці лускунчик — гусар, одягнений у сяючий фіолетовий доломан з багатьма білими шнурами та ґудзиками, такі ж лосини та чорні чоботи. За казкою Гофмана російський композитор Петро Чайковський у 1892 році у місті Санкт-Петербург написав усесвітньо відомий балет «Лускунчик» (рос. «Щелкунчик»).